# Виейра, Федерико Матиас
Федерико Матиас Виейра (исп. Federico Matías Vieyra; род. 2 июля 1988, Буэнос Айрес) — аргентинский гандболист, правый полусредний испанского клуба Адемар Леон и сборной Аргентины.

## Карьера

### Клубная
Федерико Матиас Виейра начинал свою карьеру в аргентине. До 2011 года Федерико выступал за испанский клуб Торревьеха. В 2011 году Федерико Виейра перешёл в испанский клуб Уэска. Через год, Федерико переходит в французский клуб Истрес, который выступал во втором французском дивизионе. По итогам сезона 2014/15 Федерико Виейра помог Истрес выйти в первый французский дивизион. В 2015 году Федерико выступает за Адемар Леон.

#### Карьера в сборной
Федерико Матиас Виейра выступает за сборную Аргентину и сыграл за неё 94 матча, забросил 203 гола.

## Статистика
Статистика Федерико Виейра в сезоне 2016/17 указана на 24.10.2016
| Сезон              | Клуб        | Лига           | Матчи | Голы | 7-метр | Голы |
| ------------------ | ----------- | -------------- | ----- | ---- | ------ | ---- |
| 2011/12            | Уэска       | LIGA ASOBAL    |       | 91   | 2      | 89   |
| 2014/15            | Истрес      | LNH Division 1 | 26    | 69   | 0      | 69   |
| 2015/16            | Адемар Леон | LIGA ASOBAL    | 23    | 96   | 0      | 96   |
| 2016/17            | Адемар Леон | LIGA ASOBAL    | 8     | 27   | 0      | 27   |
| 2011–2012, 2015-16 | Итого       | LIGA ASOBAL    | 31    | 214  | 2      | 212  |